# Савельев, Валерий Петрович
Валерий Петрович Савельев (род. 22 апреля 1963, Пенза) — российский политик, с 23 декабря 2015 по 3 августа 2018 года Глава города Пензы (председатель Пензенской городской Думы). Кандидат медицинских наук.

## Биография
Валерий Петрович Савельев родился 22 апреля 1963 года в Пензе.
В 1986 году окончил Астраханский государственный медицинский институт.
В 2006 году занял должность главного врача Пензенской областной психиатрической больницы имени К. Р. Евграфова.
Четырежды избирался депутатом Пензенской городской думы (III, V, VI, VII созывы).
1 августа 2018 года Савельев объявил о досрочной отставке с должности глава города Пензы (председателя Пензенской городской Думы), и через два дня был избран новый глава Пензы — Николай Тактаров.